# 艾米利亞諾·梅爾卡多·德爾托羅
艾米利亞諾·梅爾卡多·德爾托羅（1891年8月21日—2007年1月24日），波多黎各超級人瑞，出生於西属西印度群岛波多黎各東南的卡沃羅霍，2006年12月11日至2007年1月24日被金氏世界記錄列入在世最長壽者，終年115歲156天，同時也是金氏世界記錄上史上第2位最長壽男子。2012年9月23日，木村次郎右衛門超越他的年齡。梅爾卡多也是史上經確認最年長的西班牙裔/拉丁裔人。

## 生平
梅爾卡多對於1898年發生的美西戰爭至今仍有鮮明的記憶。1918年12月11日第一次世界大戰時，梅爾卡多曾被美國軍隊徵召入伍，不過當年11月大戰結束時他還在受訓，因此他從未上過戰場。1993年，在紀念一戰停戰協定簽署七十五周年之際，時任美國總統的比爾·柯林頓還曾為梅爾卡多授予榮譽勳章。他後來曾在波多黎各的蔗園工作，曾3度結婚，但一直未有子女。他在九十歲時戒掉長達七十六年的吸煙習慣。在荷蘭女人瑞亨德里克耶·范·安德爾-席佩爾，當時被認為是最年長者於2005年8月30日逝世後，梅爾卡多曾一度是「最年長者」。臨終前與侄女托馬希塔·魯伊斯一起居住在波多黎各西北的伊莎貝拉。

## 記錄
- 2003年5月31日，橋元唯之助逝世，梅爾卡多以111歲283天之齡，成為最後一個生於1891年的男人。
- 2004年5月29日，蘿瑪娜·特立尼達·伊格萊西亞斯-約旦逝世，梅爾卡多以112歲282天之齡，成為波多黎各在世最年長者。
- 2004年11月19日，弗雷德·黑爾逝世，梅爾卡多以113歲90天之齡，成為在世最年長男子[2]。
- 2006年5月21日，梅爾卡多以114歲273天之齡，超越蘿瑪娜·特立尼達·伊格萊西亞斯-約旦成為波多黎各史上最年長者。
- 2006年8月21日，梅爾卡多成為歷史上認證第二位年齡達到115歲的男子，克里斯蒂安·莫特森在1997年8月這樣後幾乎整整9年才再度達成。
- 2006年12月11日，伊莉莎白·博登逝世，梅爾卡多以115歲112天之齡，成為在世最年長者[1]。
- 2007年1月18日，朱莉·溫妮弗雷德·伯特蘭逝世，梅爾卡多以115歲150天之齡，成為最後一個生於1891年的人。
- 2007年1月24日，梅爾卡多逝世，終年115歲156天，阿尼西奥·罗德里格斯·阿尔维斯成為在世最年長男子[2]，而艾瑪·提爾曼成為在世最年長者[1]。

## 外部連結
- BBC新聞關於梅爾卡多逝世的報導（英語） （页面存档备份，存于）

| 紀錄                                     | 紀錄                                               | 紀錄                                |
| ---------------------------------------- | -------------------------------------------------- | ----------------------------------- |
| 前任： 伊莉莎白·博登                     | 全世界最长寿在世人物 2006年12月11日－2007年1月24日 | 繼任： 艾瑪·提爾曼                  |
| 前任： 弗雷德·黑爾                       | 在世最年長男性 2004年11月19日－2007年1月24日       | 繼任： 阿尼西奥·罗德里格斯·阿尔维斯 |
| 前任： 蘿瑪娜·特立尼達·伊格萊西亞斯-約旦 | 波多黎各最年長者 · 2006年3月31日－                 | 繼任： 现任                         |